# Hosťová
Hosťová – wieś i gmina (obec) w powiecie Nitra, w kraju nitrzańskim na Słowacji. Znajduje się na północny wschód od Nitry, nad brzegami Hostovskiego potoku (Hostovský potok) na Nizinie Naddunajskiej. 